# Utföringspunkt

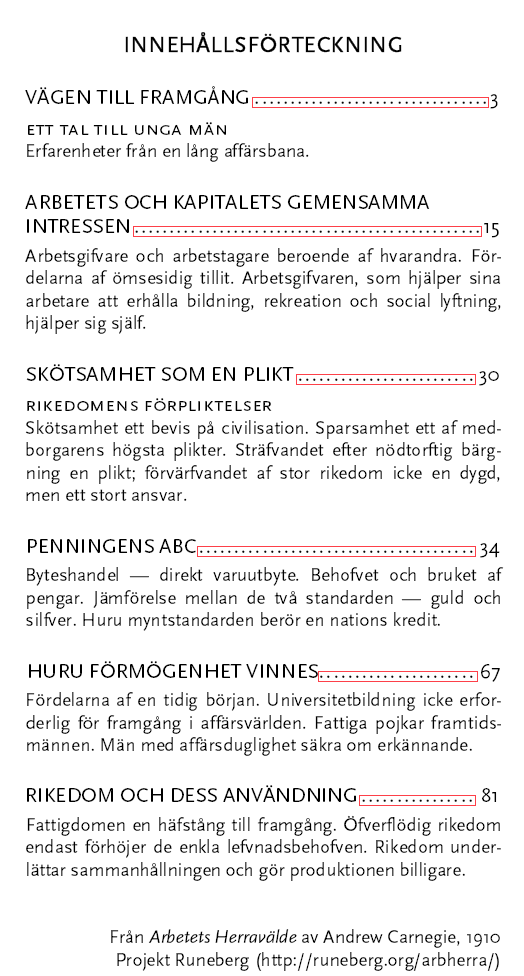
Exempel på en innehållsförteckning där utföringspunkter används. Utföringspunkterna är här markerade med en röd fyrkant

Utföringspunkter (.......) benämns de punkter placerade på baslinjen i en textrad som främst används i innehållsförteckningar, register, tabeller, listor etc. för att tydligare visa vilka rader eller vilken data som hör samman, eller för att fylla ut annars tomma utrymmen.
Antalet punkter varierar då i regel en jämn kantlinje eller symmetri eftersträvas på textsidan.
I moderna ordbehandlare, såsom MS Word, finns speciella funktioner för att framställa utföringspunkter eller andra typer av utföringstecken (såsom linjer eller streck).